# Урсул, Аркадий Дмитриевич
Аркадий Дмитриевич Урсул (28 июля 1936 года, Красные Окны, Красноокнянский район, Молдавская АССР, УССР, СССР — 5 ноября 2020 года) — советский и российский учёный в области философии и методологии науки и техники, президент Российской академии космонавтики имени К. Э. Циолковского (1991—1997).

## Биография
Родился 28 июля 1936 года в пос. Красные Окны Окнянского района Одесской области УССР.
В 1959 году — окончил Московский авиационный институт имени С. Орджоникидзе.
С 1959 по 1964 годы — работал в отделении прикладной математики Математического института имени В. А. Стеклова АН СССР в группе под руководством академика М. В. Келдыша.
С 1964 по 1970 годы — доцент МГПИ имени В. И. Ленина.
В 1969 году — защитил докторскую диссертацию, в 1971 году — присвоено учёное звание профессора.
С 1970 по 1982 годы — заведующий сектором и отделом философских вопросов естествознания Института философии АН СССР.
В 1984 году — избран академиком Академии наук Молдавии.
С 1984 по 1988 годы — директор отдела философии и права АН Молдавской ССР, академик-секретарь Отделения общественных наук, вицепрезидент АН МССР.
В 1989 году — организовал кафедру социальной информатики и был её руководителем, а в 1990 году — стал создателем Института социальной информатики в Академии общественных наук и был его директором.
В 1991 году — сформировал в Российской академии управления Ноосферноэкологический институт.
С 1994 по 2008 годы — заведующий кафедрой экологии и управления природопользованием в Российской академии государственной службы при Президенте Российской Федерации.
В 1997 году — в Московском государственном университете коммерции создал Институт безопасности и устойчивого развития,
В 2008 году — перейшел в Российский государственный торгово-экономический университет (РГТЭУ), где создал там Центр исследований глобальных процессов и устойчивого развития и был его директором вплоть до 2013 года, и по совместительству — профессором факультета глобальных процессов МГУ.
Почётный президент и основатель Российской академии космонавтики имени К. Э. Циолковского.
Умер 5 ноября 2020 года.

## Научная деятельность
Специалист в области философии и методологии науки и техники.
Автор и соавтор более 1400 научных публикаций, в том числе более 250 монографий, книг и брошюр, ответственный редактор более 250 научных сборников и коллективных трудов.
Выдвинул ряд новых важных и оригинальных концепций и обосновал становление новых областей научного знания — философии освоения космоса, философии информации, социальной информатики, информационной культурологии, ноосферных исследований, эволюционной и ин формационной глобалистики, образовательной глобалистики, космоглобалистики, ноосферно ориентированной теории устойчивого развития, глобального образования для устойчивого развития, футурологии и других.
Под его руководством защищено более 100 кандидатcких и 32 докторские диссертаций.
Являлся членом редколлегий и редсоветов ряда журналов и периодических изданий: «Вестник МГУ. Серия XXVII. Глобалистика и геополитика», «Век глобализации», «Вестник Кемеровской академии культуры и искусств», «Вестник Челябинской государственной академии культуры и искусств», «Научно-техническая информация», «Партнерство цивилизаций»; международных журналов: «Мудрость», «Философия и космология», «Е&М euroeducation», «Revista el Academiei destiintse a Moldovei in filozofie, sociologie si politice» и других.
Член крупных международных академий: Международной академии астронавтики (Париж, 1991), Международной академии наук (Мюнхен, 1994), Международной академии философии (2010). Действительный член научно-общественных академий: Российской академии естественных наук (1995), Академии социальных наук (1995), Российской экологической академии (1992), Международной академии информатизации (1992), Международной академии ноосферы (устойчивого развития) (1991), Петровской академии наук и искусств (1997), почетный член Международной академии информационных процессов и технологий (1993). Член Международного общества «Человек и космос» (1975).

## Награды
- Орден Дружбы (2006)[4]
- Медаль «В память 850-летия Москвы»
- Заслуженный деятель науки Российской Федерации (1997)[5]
- Медаль «Ветеран труда» (1985)
- Почётный работник высшего профессионального образования Российской Федерации (2001)
- Государственная премия Молдавской ССР в области науки и техники (1987)

Общественные награды:
- Премия Всероссийского конкурса на разработку проекта Концепции перехода Российской Федерации на модель устойчивого развития
- медали и дипломы имени К. Э. Циолковского, Ю. А. Гагарина, С. П. Королева Федерации космонавтики России
- знак Федерального космического агентства «За международное сотрудничество в области космонавтики»
- Национальная премия имени П. А. Столыпина
- Национальная экологическая премия
- Медаль имени В. И. Вернадского «За вклад в устойчивое развитие»